# Liste civile
La liste civile désigne la somme d'argent mise à la disposition personnelle du monarque pour les besoins de sa maison ; c'est donc une composante du budget de l'État dans les monarchies. Dans les républiques, l'équivalent de la liste civile est occupé par le budget de la présidence de la République. C'est une notion très associée au Royaume-Uni et à ses anciennes colonies comme le Canada et la Nouvelle-Zélande.

## Le concept de liste civile
Une liste civile ne peut apparaître que lorsque les dépenses personnelles du monarque sont distinctes des dépenses de l'administration générale, et déterminées par des normes précises et constantes ; par conséquent, la liste civile au sens exact du terme n’est possible que dans les monarchies constitutionnelles. Dans les monarchies absolues, ce terme ne peut être utilisé que par analogie. Ce fut une idée d'assainissement des fonds publics qui circula à l'époque de l'absolutisme éclairé. Dans les états de l'Église, cette distinction ne fut jamais établie.

## Royaume-Uni
Au Royaume-Uni de Grande-Bretagne et d'Irlande du Nord, la liste civile était, jusqu'en 2011, la subvention annuelle couvrant la plupart des dépenses liées à l'exercice des fonctions officielles du souverain, notamment celles relatives aux salaires du personnel, aux visites d'État, aux missions publiques, aux fonctions cérémonielles et à l'entretien des maisons royales. Les frais de transport et de sécurité de la famille royale, ainsi que l'entretien des biens et les autres frais divers, ont été couverts par des subventions distinctes versées par les différents départements du gouvernement. La liste civile a été abolie en vertu de la Sovereign Grant Act 2011 (en).

### Histoire
À la suite de la "Glorieuse Révolution" en 1688, les dépenses relatives aux besoins du monarque furent en grande partie séparées des dépenses ordinaires de l’État géré par l’Échiquier. C’était une réaction aux règnes de Charles II d’Angleterre et de Jacques II d’Angleterre (également connu sous le nom de Jacques VII d’Écosse), que les importants revenus avaient rendus indépendants du Parlement britannique.
En 1697, lors des règnes de Guillaume III et Marie II, le Parlement fixa les revenus de la Couronne à 1 200 000 £ par an en temps de paix ; sur cette somme, environ 700 000 £ furent affectés à la liste civile,. Les souverains devaient utiliser cette somme pour couvrir une partie des coûts de gestion du gouvernement civil (tels que la fonction publique, les salaires des juges et des ambassadeurs) et du paiement des pensions, ainsi que des dépenses des Maisons royales et princières, ainsi que les dépenses personnelles. C’est de là qu'est né le terme "liste civile" (Civil List) pour distinguer, dans les finances de l'État, ces frais des dépenses militaires et navales, financés par une imposition spéciale.
L’accession au trône de George III en 1760 marque un changement important dans les finances royales. Alors que son prédécesseur, George II, n'avait pas pris en charge tous les coûts spécifiques au gouvernement civil conformément à l'accord précédent, le Civil List Act 1760 décida que George III reverserait au Parlement les revenus héréditaires provenant du domaine de la Couronne pendant la durée de son règne, et qu'en retour, le Parlement assumerait la majeure partie des coûts du gouvernement civil. Le Parlement continuerait à payer la liste civile, ce qui couvrirait les dépenses de la maison royale et une partie des coûts du gouvernement civil. Cependant, George III conserverait les revenus du duché de Lancastre.
Après l'accession au trône de Guillaume IV en 1830, la somme votée pour la liste civile se limita aux dépenses de la maison royale, ce qui supprimait toute responsabilité résiduelle liée au coût du gouvernement civil. Cela a finalement supprimé tous les liens entre le souverain et le coût du gouvernement civil. Lors de l'accession de la reine Victoria, la Civil List Act 1837, qui rappelait les principes du système de liste civile et spécifiait l'acte antérieur en vigueur, fut adoptée. De cette époque jusqu'à l'avènement de la reine Élisabeth II, cet arrangement constitutionnel fut confirmé, mais le terme historique "Liste civile" demeura même si la concession n’avait plus rien à voir avec les dépenses du gouvernement civil.
En 1931, George V décida de ne pas percevoir sa liste civile de £ 50 000, en raison de la Grande Dépression. En tant que gardien de la Bourse privée, Sir Frederick Ponsonby écrivit au premier ministre Ramsay MacDonald pour lui dire que George avait estimé qu'il était possible de refuser la subvention par « l'exercice de la plus stricte économie » et que la reine Mary et d'autres membres de la famille royale étaient « désireux de réduire leurs subventions en cette période de crise nationale ».

### Dans la culture populaire
Dans l'épisode 3 de To Play the King, le Premier ministre Francis Urquhart (interprété par Ian Richardson) déclare à son ennemi politique, le roi (interprété par Michael Kitchen), que le gouvernement réexaminera la liste civile avant de tenir des élections générales. Le roi lui fait remarquer qu'un audit complet a été effectué l'année précédente et que l'examen proposé par Urquhart semble être vindicatif.

## France
La notion de liste civile est apparue en France en 1790 sous le règne de Louis XVI, sur le modèle du Royaume-Uni. Elle se composait de deux éléments :
- une dotation annuelle attribuée par l’État au souverain pour les dépenses de sa maison, permettant de bien distinguer les dépenses de la couronne au sein du budget de l’État ;
- une dotation immobilière et mobilière, constituée d’un ensemble de biens identifiés au sein du domaine de l’État. Elle se composait principalement de résidences servant à l’habitation du souverain, à l'entretien desquelles elle devait pourvoir. Sous Louis-Philippe, il fut décidé que les objets d’art acquis par la liste civile et placés dans des bâtiments de la dotation seraient réunis au domaine de la Couronne.

Avec la notion de liste civile apparaît sous la Restauration la notion, inconnue de l’Ancien Régime, de patrimoine du souverain, distinct du patrimoine de l’État : le souverain pouvait ainsi se constituer un domaine privé, transmissible ou non à ses héritiers, suivant les situations. Ceux qui n'étaient pas directement concernés par l'ordre de succession au trône recevaient généralement des apanages.

## Canada
Au Canada, la liste civile était un terme courant durant la période précédant la Confédération; elle faisait référence au paiement de tous les fonctionnaires figurant sur la liste de paie du gouvernement. Il y avait beaucoup de controverse quant à savoir si la liste serait contrôlée par le gouverneur ou par l'Assemblée législative. L’Assemblée exigea le contrôle de toutes les questions financières, tandis que les gouverneurs craignaient que si l’Assemblée avait ce pouvoir, certains postes seraient radiés de la liste. Finalement, sous le gouvernement Baldwin-La Fontaine, un compromis fut trouvé avec Lord Elgin.
Le terme « liste civile » n'est plus couramment utilisé pour décrire le paiement des fonctionnaires au Canada, qui sont couverts par les budgets des agences exécutives.

## Nouvelle-Zélande
La Civil List Act 1979 décrit les fonds alloués au gouverneur général, au premier ministre, aux ministres et aux membres du Parlement.

## Maroc
Le roi du Maroc dispose également d'une liste civile (article 45 de la Constitution de 2011 , article 22 des constitutions précédentes ).

## Singapour
Bien que le pays ne soit pas une monarchie, la Loi sur la liste civile et la gratification prévoit une liste civile et la gratification pour les frais de la présidence de Singapour.